# Бела Крайина (футбольный клуб)
ФК «Бела Крайина» (словен. Nogometni Klub Bela Krajina), или «НК Бела Крайина» или просто «Бела Крайина», — словенский футбольный клуб, представляющий город Чрномель. Сейчас он выступает во Второй лиге Словении.

## История
Клуб был основан в 1926 году. Команда играла в Словенской футбольной лиге до начала Второй мировой войны. После войны же она играла в низших региональных лигах югославской футбольной системы.
В сезоне 2003/04 Бела Крайина финишировала второй во Второй лиге Словении. В стыковых матчах за право выйти в Первую лигу клуб проиграл «Драве», но всё же был туда переведён из-за исключения из неё 3 клубов. В сезоне 2005/06 Бела Крайина закончила чемпионат на 9-м месте и была вынуждена играть стыковые матчи за сохранение прописки в Первой лиге. Она победила «Дравинью» за счёт правила гола, забитого на чужом поле, сохранив место в элите словенского футбола ещё на один год.
В  сезоне 2006/07 Бела Крайина заняла последнее 10-е место в Первой лиге и покинула её.

## Выступления в Первой лиге Словении по футболу
| Год     | Место |
| ------- | ----- |
| 2004/05 | 10-е  |
| 2005/06 | 9-е   |
| 2006/07 | 10-е  |

## Достижения
- Вторая лига Словении по футболу

2-е место (1): 2003/04
- Третья лига Словении по футболу

Победитель (1): 2000/01
2-е место (1): 1999/2000